# 江西广播电视台经济生活频道
江西电视台经济生活频道，原称江西电视台经视频道（即江西三套），是江西广播电视台旗下的一条电视频道。